# 高所平気症
高所平気症（こうしょへいきしょう）とは、高い所に居ても恐怖を感じにくい心理状態を指す日本語であり、教育研究者の一部が用いる俗語である。医学用語ではない。精神医学用語である「高所恐怖症」を語源として、対義語的発想をもって造語された。
否定的意見については「異論」節を参照のこと。

## 概要
読んで字の如く、高い所での恐怖感が少ない症状。高所恐怖症でなくとも、転落する危険のある場所や自分の身長より遥かに高い場所では不安や緊張を感じるのが通常の心理であるが、そのような感覚が欠けている状態を「高所平気症」と呼ぶ。4歳頃までに高層階で育った子供は、高所に対する恐怖感が欠如してしまうことがある。
日本の財団法人未来工学研究所が1985年（昭和60年）2月に行った調査によれば、高層集合住宅の4階以上に住む小学生342人に対して行ったアンケートにおいて、7割以上が「ベランダや窓から下を見ても怖くない」と回答したという。同研究所の資料情報室長であった佐久川日菜子が「高所平気症」と名付けた。1987年（昭和62年）から高層住宅に住む児童の自立の遅れについて研究を行っていた東京大学医学部助手（当時）の織田正昭も、この語を用い始め、さまざまな文献で言及した。

## 危険性
高所平気症であれば、ベランダや屋上から下を見下ろしても恐怖感が現れないことから、転落事故（落下事故） (Falling (accident)) を誘発することがある。特に幼すぎる子供はこの種の事故を起こす可能性が高く、事例はあまりにも多い。マンションの高層階から子供が転落する事故は後を絶たず、日本の消防（東京消防庁『救急搬送データ』〈平成27年～令和元年〉）によると、2015年（平成27年）から2019年（令和元年）までの5年間で、5歳以下の転落事故は東京都と大阪府で70件以上発生している。

## 異論
「高所平気症」は、あくまで教育研究者が広めた用語であり、医学関係者や医療関係者が認めているわけではなく、医学および医療の対象としている事例を見出すことはできない。そもそも、医学関係者や医療関係者が「高所平気症」について言及している例を探すこと自体が困難であるが、数少ない例として見付けることができるのは以下のような否定的意見であり、指摘されている問題は社会的に関心を持って対応すべきとしながらも、用語のほうは「用いるべきでない」としている。
- 病気でない[1][14]にもかかわらず「恐怖症」と称するのは不適当である。
- 平気かどうかを判断する能力自体が育っていない幼児にも使っている点で「平気」という言葉の選択が不適当である[14]。
- しかも、「それが平気なのは本人の問題」との間違った解釈をされる危険性がある[14]。

## 危険な挑戦

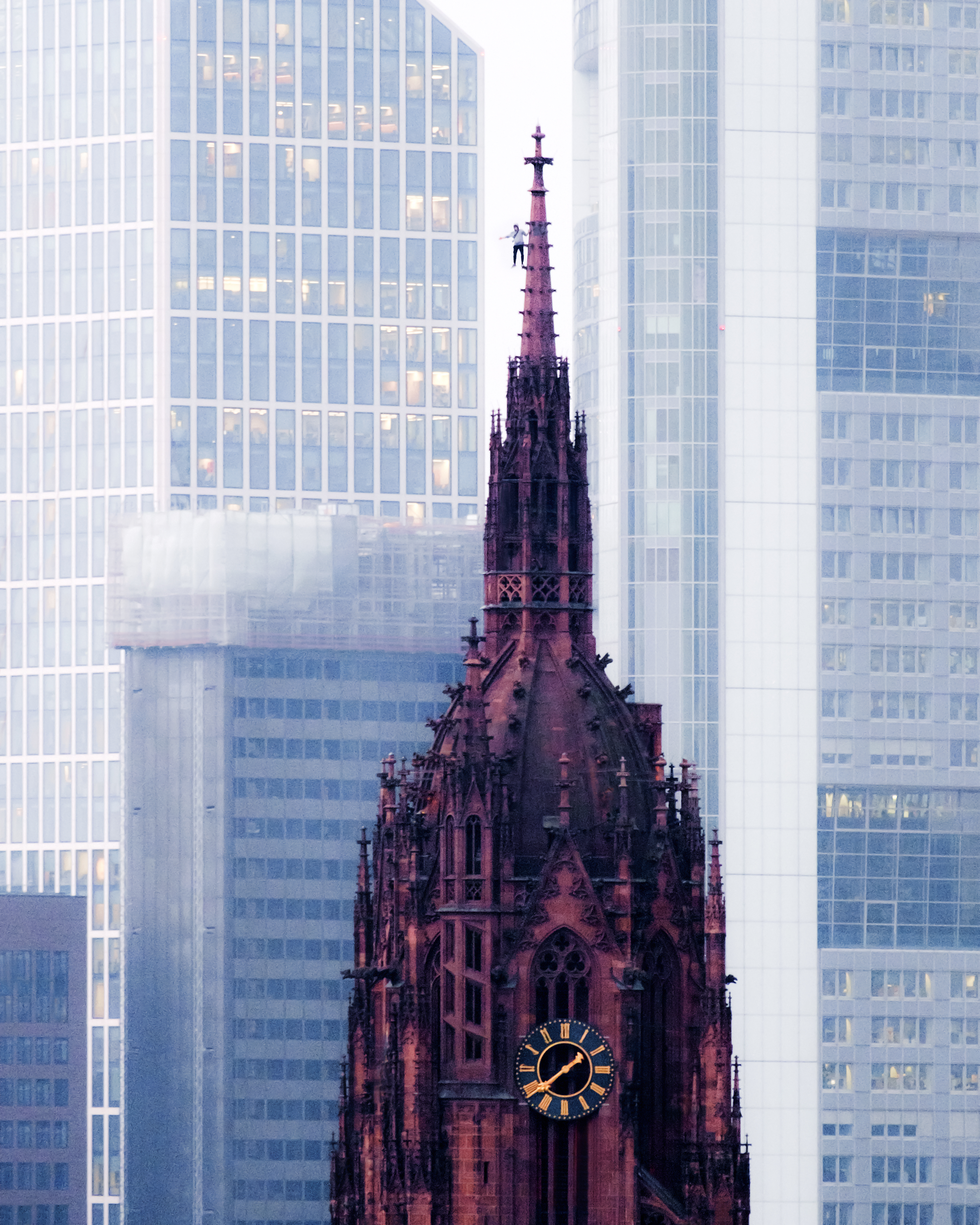
ルーフトッピング

危険を少しも感じない自分の特徴を「他者には無い個性・アピールポイント」と捉えてか、世間一般に「極めて危険」と認識されている行為を実行して注目を得ようとする者は、インターネットの広く普及した時代になって後を絶たなくなった。到底実行できないレベルの命知らずな行為を映像に収め、そういうものに興味を抱く他者や批判的観点で確認しにくる者を当てにして動画共有サービスやその他のSNSに動画を投稿するのである。あるいは、ライブ配信でそれを行う者もいる。この行為をイベントと捉え、協力・協賛する各種業者や物件のオーナーさえいる。
この種の行為を自分撮りする（あるいは自分撮り風に仕上げて見せる）「エクストリームセルフィー (extreme selfie)」は典型として知られている。
目の眩むような高層建築物の最上部の末端で命綱の装着も無しに曲芸的危険行為を披露する者などは、枚挙に暇がない。このような行為は「屋根登り」を意味する「ルーフトッピング (rooftopping) 」、行為者は「ルーフトッパー (rooftopper)」、あるいは短縮して「ルーファー (rufer)」と呼ばれている。
危険行為を観る側には、恐れおののく気持ちを伝えるコメントを定型文のように寄せはするが、所詮は他人事ということで、実は面白がっているだけという視聴者が相当数いるのであり、それどころか、ルーファー達を勇気あるヒーローと見做す者まで少なからずいるわけで、エンターテインメントとして成り立ってしまう現実がある。反響を得られればその規模に応じた利益が、知名度や金銭の形で実行者に還元されるのみならず、彼らを支持するコミュニティ内に限ってのことながら名声まで得られてしまうところが悩ましい。当然、そういった成功事例は模倣をも誘因する。なかには、長く病床にある母親の世話をしながら貧しい暮らしを送ってきた若者が母親の医療費を捻出することを主目的にしてルーフトッピングの世界に飛び込み、一躍スターダムにのし上がった事例があった（2017年、中国長沙市）。ルーファー達のおおかたは、無事に動画を投稿するところまで完遂できるだけの技術を身に付けているからこそ、やっているわけであるが、より強い刺激を自ら追求する、あるいは興味本位の視聴者に求められる、そしてなかには倫理観の欠如した“イベント”協賛者との契約に縛られて続けざるを得なくなってしまうなど、次第にエスカレートしてしまう傾向がある。そして、最もシビアな現実として、「人間は過ちを犯すもの」である。話題をさらった最後の報せが「転落死」であったという悲惨な結末も、珍しくはない。上述した中国の“親孝行者”も、実情を知らされずに我が子の社会的自立を喜んでいた母親とプロポーズするはずであった恋人を残して、26歳の若さで悲しい最期を迎えてしまっている。

## 関連文献
- 魚住克也『高所平気症』Office Bluebell、2016年4月22日。ASIN B01EOG12FM。

## 関連人物
- 織田 正昭（おだ まさあき）：医学者。主な研究分野：公衆衛生。日本国内では特に小児保健と公衆衛生[20]。
  - “織田正昭 プロフィール”. HMV&BOOKS online.   株式会社ローソンエンタテインメント. 2022年7月27日閲覧。
  - “織田 正昭”. KAKEN.  文部科学省、日本学術振興会. 2022年7月27日閲覧。
  - “織田正昭”. 日本の研究.com.   株式会社バイオインパクト. 2022年7月27日閲覧。
  - “研究者織田正昭 ＜ 学術DB 日本の研究”. acaddb.com. 2022年7月27日閲覧。
- 佐久川 日菜子（さくがわ/さくかわ？ ひなこ）：未来工学研究所所員（※研究所の公式ウェブサイト[21]および研究者検索サイト[22]の名簿には記載なし）。詳細は不明（※下記は無料で確認し得る全ての学術情報）。以上、2022年7月27日確認。
  - cf.　“佐久川日菜子 ＜ 研究者 ＜ 検索”. J-GLOBAL.  科学技術振興機構 (JST). 2022年7月27日閲覧。
  - cf.　佐久川日菜子（未来工学研）「超高層都市と就労環境 超高層オフィス勤務の心理的安全に関する調査研究 (セコム科学技術振興財団S)」『セコム科学技術振興財団研究報告集』第14巻、1995年5月、35-38頁。